# Rodrigo (obispo de Palencia)
Rodrigo (m. 1254) fue un eclesiástico castellano, capellán o coadjutor de Tello Téllez en la diócesis de Palencia y, tras la muerte de este, obispo de la misma. En abril de 1255, sus hermanos Fernando y Rodrigo Rodríguez, que se declaran hijos de Rui García Cortesía y hermanos del obispo, vendieron al monasterio de Santa María de Rioseco, sus heredades en Quintanaortuño por hacer bien por el alma del difunto obispo.
| Predecesor: Tello Téllez de Meneses | Obispo de Palencia 1247 - 1254 | Sucesor: Pedro |